# Savoia-Marchetti SM.85
Die Savoia-Marchetti SM.85 war ein einsitziger italienischer Sturzkampfbomber, der zu Beginn des Zweiten Weltkriegs von Savoia-Marchetti gebaut wurde.

## Geschichte
Die SM.85 wurde im Rahmen eines Programmes für ein zweimotoriges Schlacht- und Sturzkampfflugzeug entwickelt. Der erste Prototyp wurde Dezember 1936 getestet. Trotz seiner ungenügenden Steigrate von 20 Minuten auf 5000 m und der geringen Höchstgeschwindigkeit sah die Regia Aeronautica genug Potential zur Weiterentwicklung und ließ die Serienfertigung anlaufen. Auch weitere Testflüge durch das Reparto Sperimentale Volo a Tuffo zeigten viele Schwächen. Die Flugzeuge waren insbesondere in ihrer vorgesehenen Rolle als Sturzkampfbomber nicht wirklich brauchbar. Schließlich wurde die Fertigung eingestellt und die 34 bis dahin produzierten SM.85 kamen zur 96° Gruppo Tuffatori.
Die 96° Gruppo Tuffatori war in Pantelleria stationiert und sollte Ziele auf Malta bekämpfen. Die Gruppe führte bis Juli 1940 einige Einsätze über dem Mittelmeer durch, hatte jedoch keine Feindberührung. Lediglich eine Maschine ging bei einem Landeunfall verloren. Noch Ende des Sommers 1940 wurden die SM.85 durch Junkers Ju 87 ersetzt.
Die erfolglose SM.85 wurde zur SM.86 weiterentwickelt.

## Konstruktion
Die Holzkonstruktion war mit zwei Sternmotoren und Luftbremsen ausgestattet.

## Technische Daten
| Kenngröße             | Daten                                                        |
| --------------------- | ------------------------------------------------------------ |
| Besatzung             | 1                                                            |
| Länge                 | 10,4 m                                                       |
| Spannweite            | 14,0 m                                                       |
| Höhe                  | 3,3 m                                                        |
| Flügelfläche          | 28,8 m²                                                      |
| Flügelstreckung       | 6,8                                                          |
| Leermasse             | 2950 kg                                                      |
| Startmasse            | 7190 kg                                                      |
| Höchstgeschwindigkeit | 368 km/h                                                     |
| Dienstgipfelhöhe      | 6500 m                                                       |
| Reichweite            | 870 km                                                       |
| Triebwerke            | 2 × Sternmotoren Piaggio P.VII C.35, jeweils 343 kW (466 PS) |
| Bewaffnung            | ein oder zwei 12,7-mm-Maschinengewehre                       |
| Bombenlast            | 800 kg                                                       |